# Европейские легкоатлетические игры в помещении 1967
Европейские легкоатлетические игры в помещении 1967 года проходили с 11 по 12 марта на арене Спортовни Хала в Праге, столице Чехословакии.
Длина бегового круга на арене составляла всего 150 метров. В соревнованиях приняли участие 244 атлета из 23 стран Европы. Было разыграно 23 комплекта медалей (14 у мужчин и 9 у женщин). По сравнению с предыдущим турниром в программу были добавлены две дисциплины — эстафеты 3×1000 метров у мужчин и 1+2+3+4 круга у женщин.

## Медалисты
Сокращения: WB — высшее мировое достижение | ER — рекорд Европы | NR — национальный рекорд

Курсивом выделены участники, выступавшие за эстафетные команды только в предварительных забегах

### Мужчины
| Дисциплина                                             | Золото                                                                                            | Золото  | Серебро                                                                           | Серебро | Бронза                                                                        | Бронза  |
| ------------------------------------------------------ | ------------------------------------------------------------------------------------------------- | ------- | --------------------------------------------------------------------------------- | ------- | ----------------------------------------------------------------------------- | ------- |
| 50 м подробности                                       | Паскуале Джаннаттазио Италия                                                                      | 5,7     | Александр Лебедев СССР                                                            | 5,8     | Виктор Касаткин СССР                                                          | 5,9     |
| 400 м подробности                                      | Манфред Киндер ФРГ                                                                                | 48,4    | Хартмут Кох ГДР                                                                   | 48,6    | Николай Шкарников СССР                                                        | 50,4    |
| 800 м подробности                                      | Ноэль Кэрролл Ирландия                                                                            | 1.49,6  | Томаш Юнгвирт Чехословакия                                                        | 1.49,8  | Ян Касал Чехословакия                                                         | 1.50,0  |
| 1500 м подробности                                     | Джон Уэттон Великобритания                                                                        | 3.48,7  | Йозеф Одложил Чехословакия                                                        | 3.49,6  | Станислав Хоффман Чехословакия                                                | 3.50,5  |
| 3000 м подробности                                     | Вернер Гирке ФРГ                                                                                  | 7.58,6  | Рашид Шарафетдинов СССР                                                           | 7.59,0  | Лайош Мечер Венгрия                                                           | 8.00,6  |
| Эстафета 4×300 м (4×2 круга) подробности               | СССР · Николай Иванов · Василий Анисимов · Александр Братчиков · Борис Савчук · Николай Шкарников | 2.18,0  | Польша · Эдвард Романовский · Ян Баляховский · Эдмунд Боровский · Тадеуш Яворский | 2.20,2  | Чехословакия · Яромир Гайсл · Йозеф Гегьес · Франтишек Ортман · Йозеф Троусил | 2.20,5  |
| Эстафета 150+300+450+600 м (1+2+3+4 круга) подробности | ФРГ Герт Мец Хорст Хасслингер Рольф Крюзман Манфред Ханика                                        | 3.06,6  | СССР · Борис Савчук · Василий Анисимов · Александр Братчиков · Валерий Фролов     | 3.06,9  | Чехословакия · Иржи Кынос · Ладислав Кржиж · Павел Грушка · Павел Пенкава     | 3.08,8  |
| Эстафета 3×1000 м подробности                          | ФРГ Клаус Преннер Вольф-Йохен Шульте-Хиллен Франц-Йозеф Кемпер                                    | 7.19,6  | Чехословакия · Павел Грушка · Павел Пенкава · Петр Блага                          | 7.20,0  | СССР · Ремир Митрофанов · Станислав Симбирцев · Михаил Желобовский            | 7.20,6  |
| 50 м с барьерами подробности                           | Эдди Оттоз Италия                                                                                 | 6,4 WB  | Валентин Чистяков СССР                                                            | 6,6     | Анатолий Михайлов СССР                                                        | 6,7     |
| Прыжок в высоту подробности                            | Анатолий Мороз СССР                                                                               | 2,14 м  | Анри Эллиот Франция                                                               | 2,14 м  | Рудольф Баудис Чехословакия                                                   | 2,11 м  |
| Прыжок с шестом подробности                            | Игорь Фельд СССР                                                                                  | 5,00 м  | Геннадий Близнецов СССР                                                           | 4,90 м  | Вольфганг Нордвиг ГДР                                                         | 4,90 м  |
| Прыжок в длину подробности                             | Линн Дэвис Великобритания                                                                         | 7,85 м  | Леонид Барковский СССР                                                            | 7,85 м  | Анджей Стальмах Польша                                                        | 7,74 м  |
| Тройной прыжок подробности                             | Петр Немшовский Чехословакия                                                                      | 16,57 м | Хенрик Калочаи Венгрия                                                            | 16,45 м | Александр Золотарёв СССР                                                      | 16,40 м |
| Толкание ядра подробности                              | Николай Карасёв СССР                                                                              | 19,26 м | Эдуард Гущин СССР                                                                 | 18,96 м | Владислав Комар Польша                                                        | 18,85 м |

### Женщины
| Дисциплина                                             | Золото                                                                            | Золото  | Серебро                                                                      | Серебро | Бронза                                                                 | Бронза  |
| ------------------------------------------------------ | --------------------------------------------------------------------------------- | ------- | ---------------------------------------------------------------------------- | ------- | ---------------------------------------------------------------------- | ------- |
| 50 м подробности                                       | Маргит Немешхази Венгрия                                                          | 6,3     | Карин Валльгрен Швеция                                                       | 6,4     | Галина Бухарина СССР                                                   | 6,5     |
| 400 м подробности                                      | Карин Валльгрен Швеция                                                            | 55,7    | Лия Лауэр Нидерланды                                                         | 56,7    | Лиляна Петнярич Югославия                                              | 57,3    |
| 800 м подробности                                      | Карин Кесслер ФРГ                                                                 | 2.08,2  | Маривонн Дюпюрёр Франция                                                     | 2.09,6  | Валентина Лукьянова СССР                                               | 2.10,5  |
| Эстафета 4×150 м (4×1 круг) подробности                | СССР · Валентина Большова · Галина Бухарина · Татьяна Талышева · Вера Попкова     | 1.12,4  | Чехословакия · Ева Путнова · Власта Сейфертова · Ева Куцманова · Ева Легоцка | 1.14,0  | ГДР · Регина Хёфер · Петра Цёлльнер · Ренате Майсснер · Бригитте Гайер | 1.14,1  |
| Эстафета 150+300+450+600 м (1+2+3+4 круга) подробности | СССР · Валентина Большова · Вера Попкова · Татьяна Арнаутова · Надежда Серопегина | 3.35,6  | Югославия · Марияна Лубей · Ика Маричич · Лиляна Петнярич · Гизела Фаркаш    | 3.37,5  | не вручалась [a]                                                       |         |
| 50 м с барьерами подробности                           | Карин Бальцер ГДР                                                                 | 6,9 WB  | Власта Сейфертова Чехословакия                                               | 7,0     | Инге Шелль ФРГ                                                         | 7,1     |
| Прыжок в высоту подробности                            | Таисия Ченчик СССР                                                                | 1,76 м  | Линда Ноулз Великобритания                                                   | 1,73 м  | Ярослава Кралова Чехословакия                                          | 1,70 м  |
| Прыжок в длину подробности                             | Берит Бертельсен Норвегия                                                         | 6,51 м  | Хайде Розендаль ФРГ                                                          | 6,41 м  | Вьорика Вискополяну Румыния                                            | 6,40 м  |
| Толкание ядра подробности                              | Надежда Чижова СССР                                                               | 17,44 м | Иванка Христова Болгария                                                     | 16,55 м | Мария Чорбова Болгария                                                 | 16,23 м |

a  В шведской эстафете 1+2+3+4 круга из 3 стартовавших команд финишировали только две.

## Медальный зачёт
Медали в 23 дисциплинах лёгкой атлетики завоевали представители 16 стран-участниц.
 Принимающая страна
| Место | Страна         | Золото | Серебро | Бронза | Всего |
| ----- | -------------- | ------ | ------- | ------ | ----- |
| 1     | СССР           | 8      | 7       | 7      | 22    |
| 2     | ФРГ            | 5      | 1       | 1      | 7     |
| 3     | Великобритания | 2      | 1       | 0      | 3     |
| 4     | Италия         | 2      | 0       | 0      | 2     |
| 5     | Чехословакия   | 1      | 5       | 6      | 12    |
| 6     | ГДР            | 1      | 1       | 2      | 4     |
| 7     | Венгрия        | 1      | 1       | 1      | 3     |
| 8     | Швеция         | 1      | 1       | 0      | 2     |
| 9     | Ирландия       | 1      | 0       | 0      | 1     |
| 9     | Норвегия       | 1      | 0       | 0      | 1     |
| 11    | Франция        | 0      | 2       | 0      | 2     |
| 12    | Польша         | 0      | 1       | 2      | 3     |
| 13    | Болгария       | 0      | 1       | 1      | 2     |
| 13    | Югославия      | 0      | 1       | 1      | 2     |
| 15    | Нидерланды     | 0      | 1       | 0      | 1     |
| 16    | Румыния        | 0      | 0       | 1      | 1     |
| Всего | Всего          | 23     | 23      | 22     | 68    |